# Auguste Wolff
Pour les articles homonymes, voir Wolff.
Auguste Désiré Bernard Wolff, né le 3 mai 1821 à Paris et mort le 9 février 1887 à Paris, est un pianiste, compositeur et industriel français, directeur de la fabrique d'instruments et manufacture de pianos Pleyel.

## Biographie

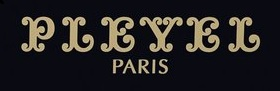
Logo des pianos Pleyel, de nos jours.

Fils d'un commissaire de police parisien, Auguste Wolff fit ses études au Conservatoire de Paris où il fut élève de Zimmerman pour le piano, d'Halévy pour la composition et de Aimé Leborne pour le contrepoint. En 1839, il remporta en même temps que Victor Massé un brillant premier prix de piano. Dès 1842, il devient professeur d'une classe de piano au Conservatoire de Paris. A la même période, il compose une trentaine d'œuvres pour piano.
Abandonnant le professorat et la composition, il entre en 1850 à la manufacture de pianos Pleyel auprès de son directeur et ami Camille Pleyel. Il devient son associé en 1852 avant de devenir lui-même directeur en 1855. Sous sa direction, l'entreprise Pleyel, Wolff & Cie connaîtra un développement sans précédent. En 1865, Auguste Wolff fait construire une nouvelle usine à Saint-Denis (Seine-Saint-Denis), sur les terrains connus aujourd'hui sous le nom de Carrefour Pleyel. Répartis sur 4 hectares, les bâtiments de l'usine permettaient la transformation des matériaux nécessaires à la fabrication des pianos. Au fil des années, la production passe de 1000 à 3000 pianos par an. L'immeuble du 22 rue de Rochechouart accueille la Salle Pleyel, plusieurs ateliers d'assemblage, mais aussi les bureaux administratifs et les salons de vente. Sous la direction d'Auguste Wolff, des salons de vente sont ouverts à Londres et Bruxelles, donnant à l'entreprise une dimension internationale.

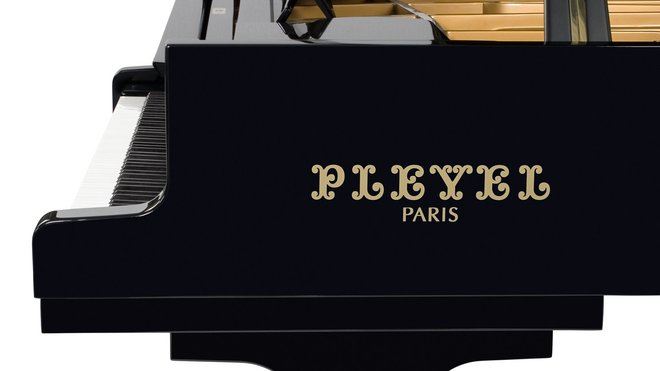
Grand piano à queue de concert P280.

Patron social, Auguste Wolff mit en place de nombreuses institutions à destination des ouvriers. Ainsi la maison Pleyel, Wolff & Cie accueillait une société de secours mutuels, une caisse de prêts sans intérêt pour les employés et ouvriers ainsi qu'une école pour 60 enfants et une autre pour 45 apprentis. Il existait à l'usine de Saint-Denis une bibliothèque, un gymnase et une chapelle pour les ouvriers.

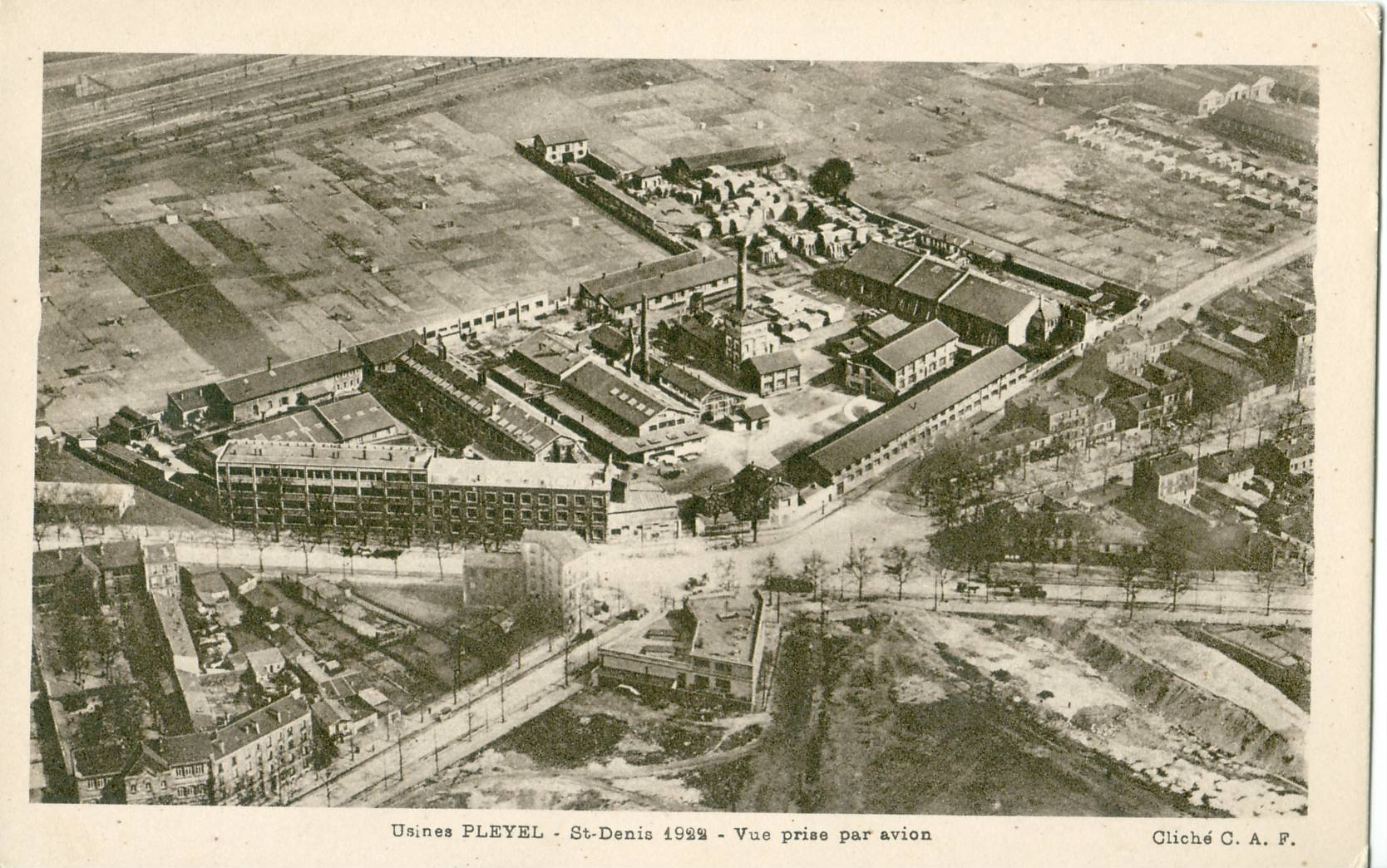
Vue aérienne des usines Pleyel de Saint-Denis, 1922.

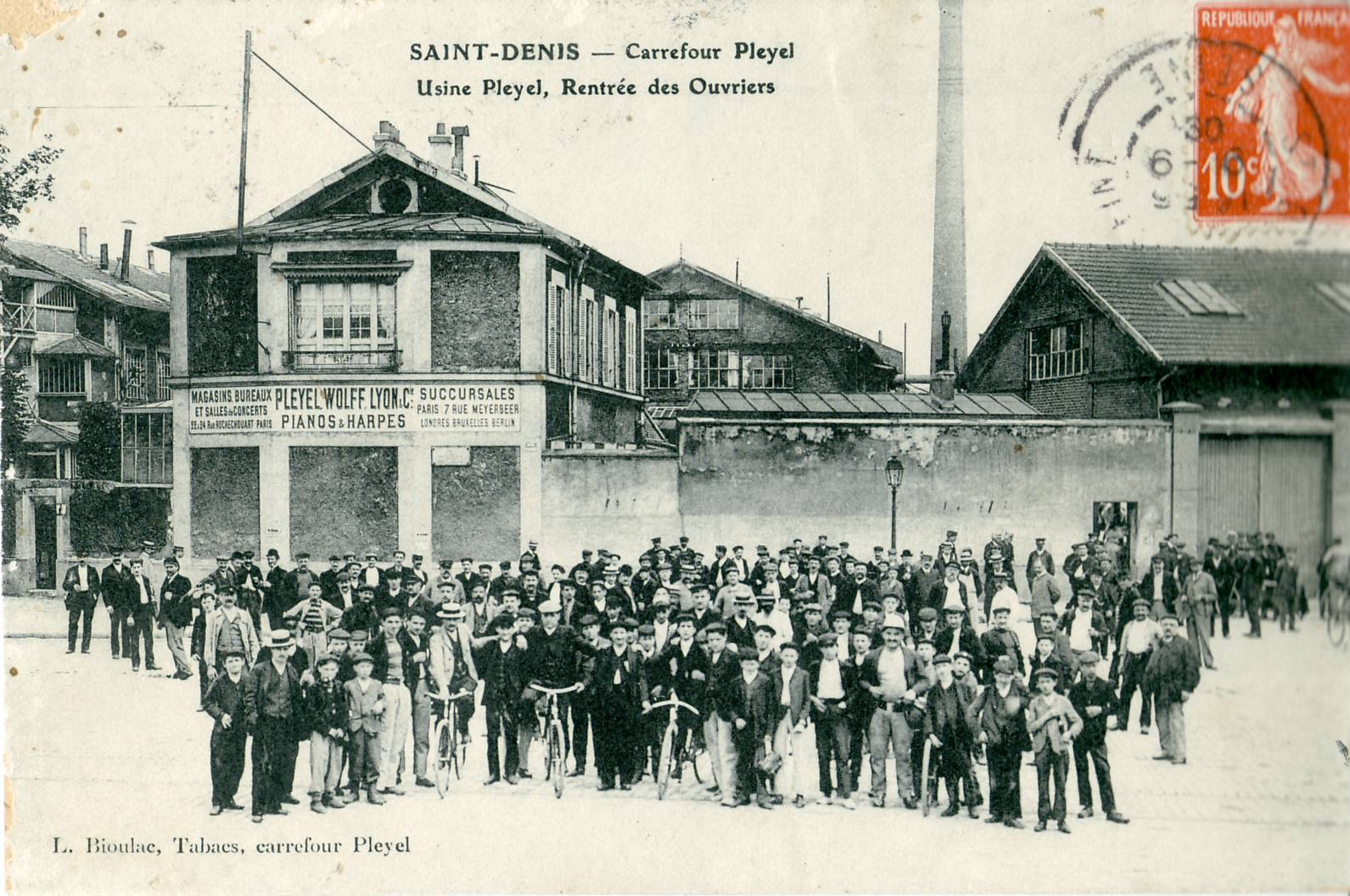
Usine Pleyel, rentrée des ouvriers

Outre ses talents d'industriel, Auguste Wolff fut un inventeur prolifique. Pianiste virtuose, il travailla longuement sur les améliorations à apporter à des pianos déjà réputés pour leur grande qualité acoustique. C'est à Auguste Wolff que l'on doit l'invention du pédalier, clavier pour les pieds adaptables à tous les pianos.  Il fut aussi le père du clavier transpositeur, clavier transposant automatiquement de un ou plusieurs tons plus haut ou plus bas la partition jouée.
Poursuivant l'action de Camille Pleyel, Auguste Wolff fit de son entreprise un passage obligé des artistes du Second Empire. Musicien de formation, marié à la nièce d'Ambroise Thomas, il avait dans ses relations tout ce que Paris comptait de musiciens. Membre de la Société des compositeurs de musique, il en devint président honoraire.
Marié en 1855 avec Marguerite Thomas, il eut pour beau-frère Jean-Gabriel Devéria. Père de douze enfants, ses filles Sophie (1858-1918) et Jeanne (1874-1956) épousèrent André Michelin en 1881 et 1919, sa fille Germaine (1864-1906) épousa Gustave Lyon qui repris les rênes de la manufacture de pianos Pleyel dès 1887, sa fille Marie-Thérèse (1870-1953) épousa Édouard Michelin et sa fille Marie-Anne (1877-1969) épousa William Marçais, son fils Joseph-Marc Wolff (1865-1945) épousa Lucie Froideau. 
Décoré de la Légion d'honneur en 1862, il meurt à Paris le 9 février 1887. Il est enterré au Cimetière de Montmartre 2e division.

## Articles liés
- Pleyel, le nom de la manufacture de piano
- Ignace Joseph Pleyel
- Camille Pleyel
- Gustave Lyon
- Salle Pleyel